# Camp de Wittenberge
Le camp de Wittenberge est la première unité de travail forcé dépendant du camp de concentration de Neuengamme, à avoir été mise à la disposition de l'industrie de guerre allemande à l'extérieur du camp, en l'occurrence l’usine du groupe Phrix fabriquant de la cellulose et de la viscose à Wittemberge.

## Création
Le camp de Wittenberge est le premier Kommando extérieur dépendant du camp de concentration de Neuengamme à avoir été mis en place, après de longues négociations entre l’Office central de l’économie et de l’administration de la SS et les usines Phrix. 
Le camp, entouré de barbelés, est situé à Wittenberge, dans l’enceinte de l’usine de cellulose et fibranne Kurmärkische Zellwolle und Zellulose AG appartenant groupe Phrix. Les entreprises Philipp Holzmann et Grün & Bilfinger ont également recours à la main-d’œuvre du Kommando. 
Le camp était constitué de deux baraques pour les déportés, une baraque pour les gardiens et une baraque pour les latrines.

## Travail forcé
Les détenus d’abord affectés à la construction et à l’agrandissement des installations de production. 
Nourriture insuffisante, baraques bondées, coups et brimades : selon les témoignages des survivants, les conditions de travail étaient extrêmement mauvaises. Jusqu’en décembre 1944, 119 victimes sont enregistrées, un nombre très probablement sous-estimé. 
Le camp est placé sous la responsabilité du SS-Hauptscharführer Max Kierstein et de son adjoint, Willi Dreimann, connu pour sa cruauté. Après son départ, en mars 1943, les conditions de vie au camp s’améliorent. En mai 1945, Dreimann a été condamné à mort par un tribunal militaire britannique et exécuté.

## Évacuation
Le 17 février 1945, à la demande de l’entreprise, la SS évacue le camp et ramène les détenus à Neuengamme.

## Mémorial
L’usine de cellulose continue de fonctionner après-guerre et jusqu'à l'effondrement de la RDA. Elle a ensuite été démantelée et le terrain inclus dans le projet de zone industrielle « Wittenberge-Süd ». L’ancien site du camp est occupé par un ferrailleur. Depuis 2021, la ville cherche à y créer un lieu de mémoire.